# B'z WAVE-GYM
『B'z WAVE-GYM』是日本搖滾組合B'z的冠名廣播節目，在東海廣播電台播出。
廣播主持人是B'z。起初由松本孝弘與稻葉浩志共同主持，但1991年10月以後由稻葉浩志單獨主持。

## 概要
1990年1月4日首次播出。1991年3月一度結束播放，但在1991年10月作為節目名稱『COME ON B'z WAVE-GYM』復活，播放渡過2年半直至1994年3月為止（總計3年3個月：39季）。在1991年10月以後，是星期四深夜播出的30分鐘節目。節目名稱『B'z WAVE-GYM』由來為B'z的演唱會名稱『LIVE-GYM』。
對於B'z而言，是首次擔任廣播電台節目的廣播主持人，亦是B'z的首個冠名廣播節目。之後，對於稻葉浩志而言，亦是首次獨自擔任廣播主持人。
本節目為一社贊助節目，起初贊助商標註JTB，途中取代為Circle K（現今的Circle K Sunkus）。伴隨著節目名稱Title Call，起初冠名JTB公司作為『COME ON JTB B'z WAVE-GYM』，但1993年以後，伴隨著贊助商換成Circle K，而變更為『Circle K PRESENTS B'z WAVE-GYM』（サークルK PRESENTS B'z WAVE-GYM）。
單曲或BGM基本上每次皆會使用數首B'z樂曲。再者，所播放的樂曲會因播出集數而異，有時會以數曲混合形式接連播放。

## 主要環節
自由漫談
- 講述關於稻葉自身過往、身邊事物、近期新聞之環節。

明信片、手寫信
- 介紹彙整自聽眾的感想或軼聞，以及稻葉對其之評語。

主題環節
- 為每集廣播設定主題，並根據該主題介紹稻葉或聽眾軼聞之環節。

稻葉君環節
- 皆為稻葉介紹所愛西洋樂曲的系列環節。因是有大量時間可以暢談喜愛樂曲的環節，故稻葉會變得很饒舌。
- 環節名稱從「稻葉君的喜好」（稲葉くんのお気に入り）（1992年），變遷為「稻葉君的任性挑選」（稲葉くんのわがままセレクション）（1993年）。

回饋環節
本週一語
- 顧名思義，是在節目報告完軼聞、明信片或手寫信的收件人姓名及地址後，稻葉面向聽眾表達的「一句話」。

## 軼聞
- 因是由擔任主唱及作詞的稻葉擔任主持，故會講述關於作曲中（作詞或曲名由來等）軼聞、搭檔松本或相關工作人員軼聞。
- 曾講述過的作曲軼聞之一，是B'z樂曲「ZERO」的曲名由來為「VOLUM ZERO」。此外，「愛のままにわがままに 僕は君だけを傷つけない」的長曲名，（對於稻葉而言）是從多年主持節目的收件人姓名及地址（郵遞區號461-03 東海廣播電台放送 贊助名稱 B'z WAVE GYM）得到啟發（1993年3月）等。
- 年末年初會有（當時的）支援樂手寄來新年賀辭及留言。

## 關連項目
- B'z
- 東海廣播電台放送（日语：東海ラジオ放送）
- JTB
- Circle K Sunkus（日语：サークルKサンクス）